# Змова (політика)
Змова (лат . conspiratio), підпілля, конспірація — взагалі: таємниця або таємна організація; у сфері політики, військових, підприємництва та інших, негласна діяльність, спрямована проти чинної влади, економічної конкуренції, громадян, окупантів та інших, що здійснюється політичними організаціями, підприємствами, недержавними організаціями, збройними організаціями тощо.